# Appomattox Court House

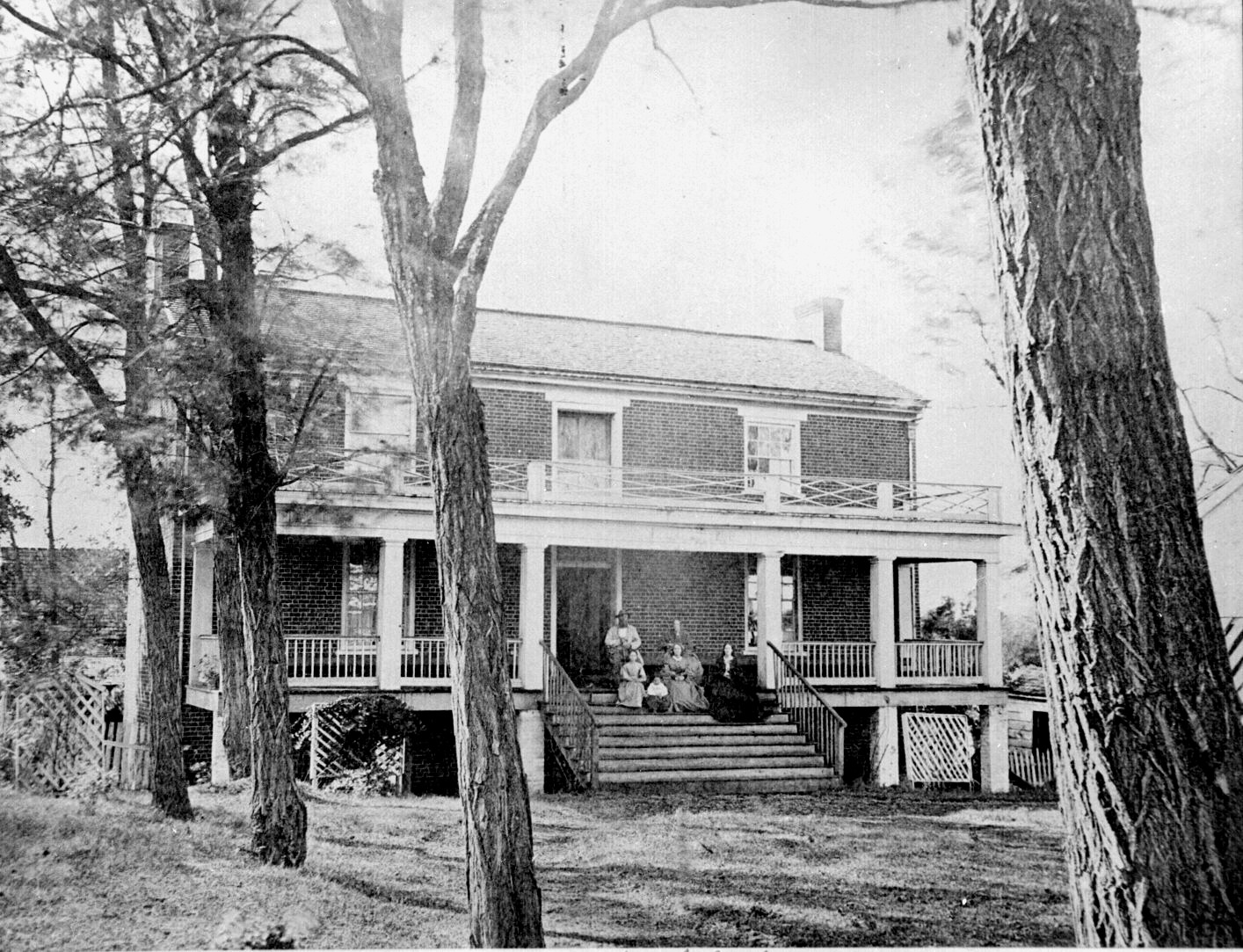
„McLean house” – miejsce w którym generał Robert Lee podpisał akt kapitulacji swoich wojsk

Appomattox Court House – wieś w Stanach Zjednoczonych w stanie Wirginia położona około 4 km na północny wschód od miasta Appomattox w południowej części stanu. 9 kwietnia 1865 miała tam miejsce jedna z bitew wojny secesyjnej, która zakończyła się klęską i kapitulacją sił Konfederacji.